# 18 de outubro
18 de outubro é o 291.º dia do ano no calendário gregoriano (292.º em anos bissextos). Faltam 74 dias para acabar o ano.

## Eventos históricos

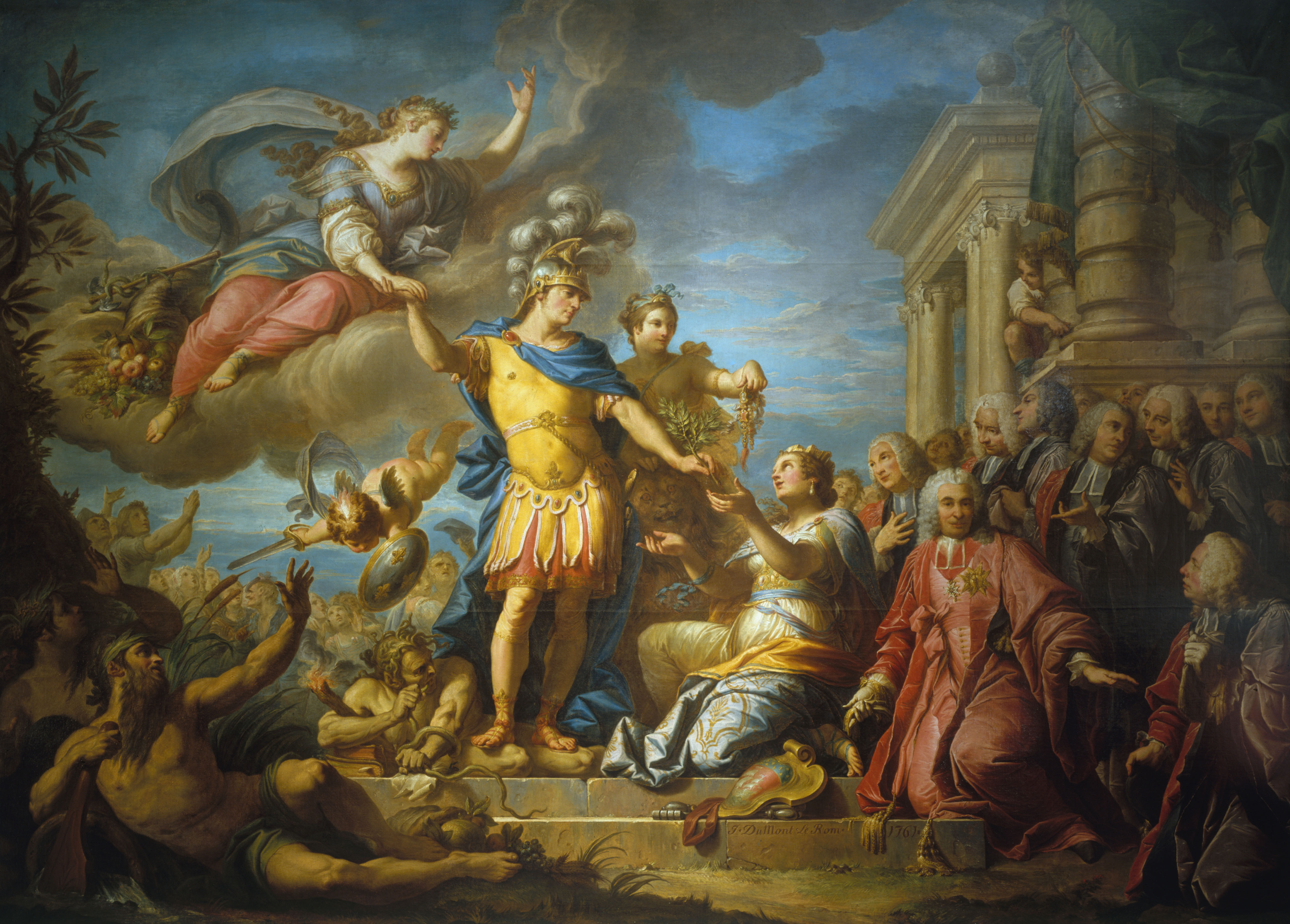
1748: Tratado de Aix-la-Chapelle

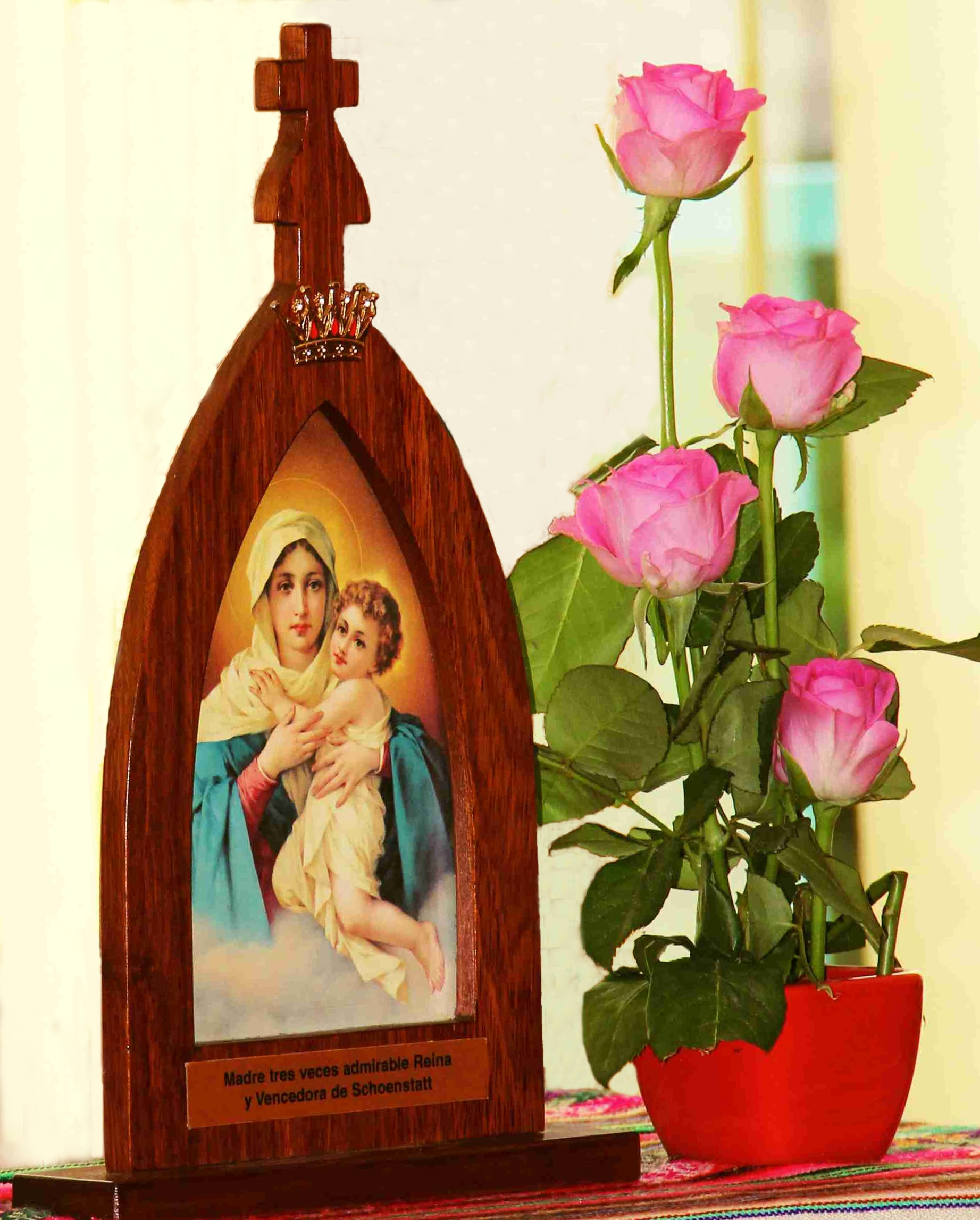
1914: Movimento de Schoenstatt

- 0033 — Com o coração partido pela morte de seus filhos Nero e Druso, e banida para a ilha de Pandateria por Tibério, Agripina, a Velha, morre de fome autoinfligida.[1]
- 0320 — Papo de Alexandria observa um eclipse solar.
- 0614 — O Édito de Paris defende os direitos dos nobres francos e restringe o emprego dos judeus.
- 0629 — Dagoberto I é coroado rei dos francos.
- 1009 — O califa fatímida Aláqueme Biamir Alá destrói a Igreja do Santo Sepulcro em Jerusalém.
- 1016 — Os dinamarqueses derrotam os ingleses na Batalha de Assandun.
- 1166 — Miguel, o Sírio, um dos mais importantes historiadores siríacos, é consagrado como Patriarca Ortodoxo Siríaco no Mosteiro Mor Bar Sauma.[2]
- 1081 — Guerras bizantino-normandas: os normandos derrotam o Império Bizantino na Batalha de Dirráquio.
- 1356 — O Sismo de Basileia é o evento sismológico histórico mais significativo ao norte dos Alpes.
- 1540 — As forças do conquistador espanhol Hernando de Soto destroem a cidade fortificada de Mabila, no atual Alabama, matando Tuskaloosa.
- 1561 — No Japão, a quarta Batalha de Kawanakajima foi travada entre as forças de Uesugi Kenshin e Takeda Shingen, resultando em um empate.
- 1685 — Revogação do Édito de Nantes.
- 1748 — A assinatura do Tratado de Aix-la-Chapelle encerra a Guerra da Sucessão Austríaca.
- 1797 — O Tratado de Campoformio entre a França e a Áustria, entre outras disposições, abole a República de Veneza.
- 1807 — Tropas francesas do general Junot invadem a Espanha (v. Guerra Peninsular).
- 1825 — O Reino Unido da Grã-Bretanha e Irlanda reconhece a independência do Brasil.
- 1847 — Descoberta do asteroide Flora por John Russell Hind.
- 1860 — A Segunda Guerra do Ópio finalmente termina na Convenção de Pequim com a ratificação do Tratado de Tientsin, um tratado desigual.
- 1867 — Os Estados Unidos tomam posse do Alasca depois de comprá-lo da Rússia por US$ 7,2 milhões.
- 1898 — Guerra hispano-americana: a Campanha de Porto Rico termina quando as últimas tropas, oficiais e leais espanholas se retiram da ilha.
- 1912 — Os reinos da Bulgária, Grécia e Sérvia, se unem contra a Turquia na primeira guerra dos Bálcãs.
- 1914 — O Movimento Católico de Schoenstatt é fundado na Alemanha.
- 1917 — O navio cargueiro Macau foi atacado próximo do litoral da Espanha, evento que causou a entrada do Brasil na Primeira Guerra Mundial.
- 1921 — A República Autônoma Socialista Soviética da Crimeia é formada como parte da República Socialista Federativa Soviética Russa.
- 1934 — Revolução Espanhola: capitulação da Comuna das Astúrias pelas tropas de Franco.
- 1944 — Segunda Guerra Mundial: a União Soviética inicia a libertação da Tchecoslováquia da Alemanha nazista.
- 1945
  - O programa nuclear soviético recebe planos de bomba atômica de Nagasaki por espiões atômicos.
  - Um grupo das Forças Armadas venezuelanas, liderado por Mario Vargas, Marcos Pérez Jiménez e Carlos Delgado Chalbaud, dá um golpe de Estado contra o presidente Isaías Medina Angarita, que é derrubado no final do dia.
- 1954 — Texas Instruments anuncia o Regency TR-1 primeiro rádio transistorizado.
- 1963 — Félicette, uma gata urbana parisiense preto-e-branca, se torna a primeira gata lançada no espaço.
- 1967 — A sonda soviética Venera 4 chega a Vênus e se torna a primeira espaçonave a medir a atmosfera de outro planeta.
- 1979 — A Comissão Federal de Comunicações começa a permitir que as pessoas tenham estações terrestres de satélite em casa sem uma licença do governo federal.
- 1989 — O ônibus espacial Atlantis é lançado na STS-34 com a sonda espacial Galileo com destino a Júpiter.
- 1991 — O Conselho Supremo do Azerbaijão adota uma declaração de independência da União Soviética.
- 1992 — O voo 5601 da Merpati Nustantara Airlines cai no Monte Papandayan perto da cidade de Garut, em Java Ocidental, Indonésia, matando 31 pessoas.[3]
- 2003 — O presidente Gonzalo Sánchez de Lozada é forçado ao exílio pelo conflito boliviano do gás.
- 2019
  - Astronautas da NASA, Jessica Meir e Christina Koch, participam da primeira caminhada espacial exclusivamente feminina ao saírem da Estação Espacial Internacional para substituir um controlador de energia.
  - Protestos na capital do Chile, Santiago, se transformam em batalhas abertas, com ataques relatados em quase todas as 164 estações de metrô da cidade. O presidente Sebastián Piñera anuncia posteriormente um estado de emergência de 15 dias na capital.

## Nascimentos

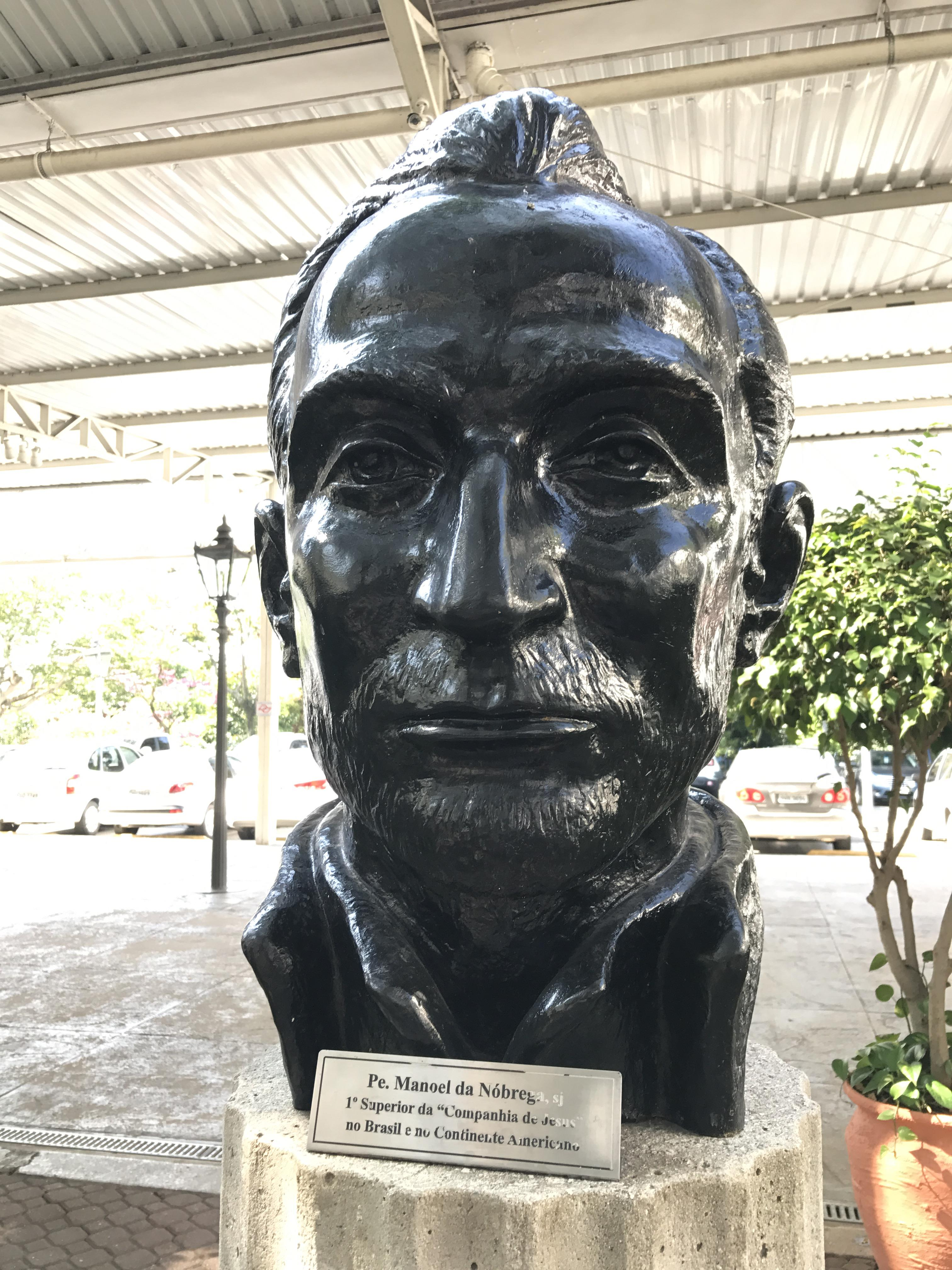
Manuel da Nóbrega

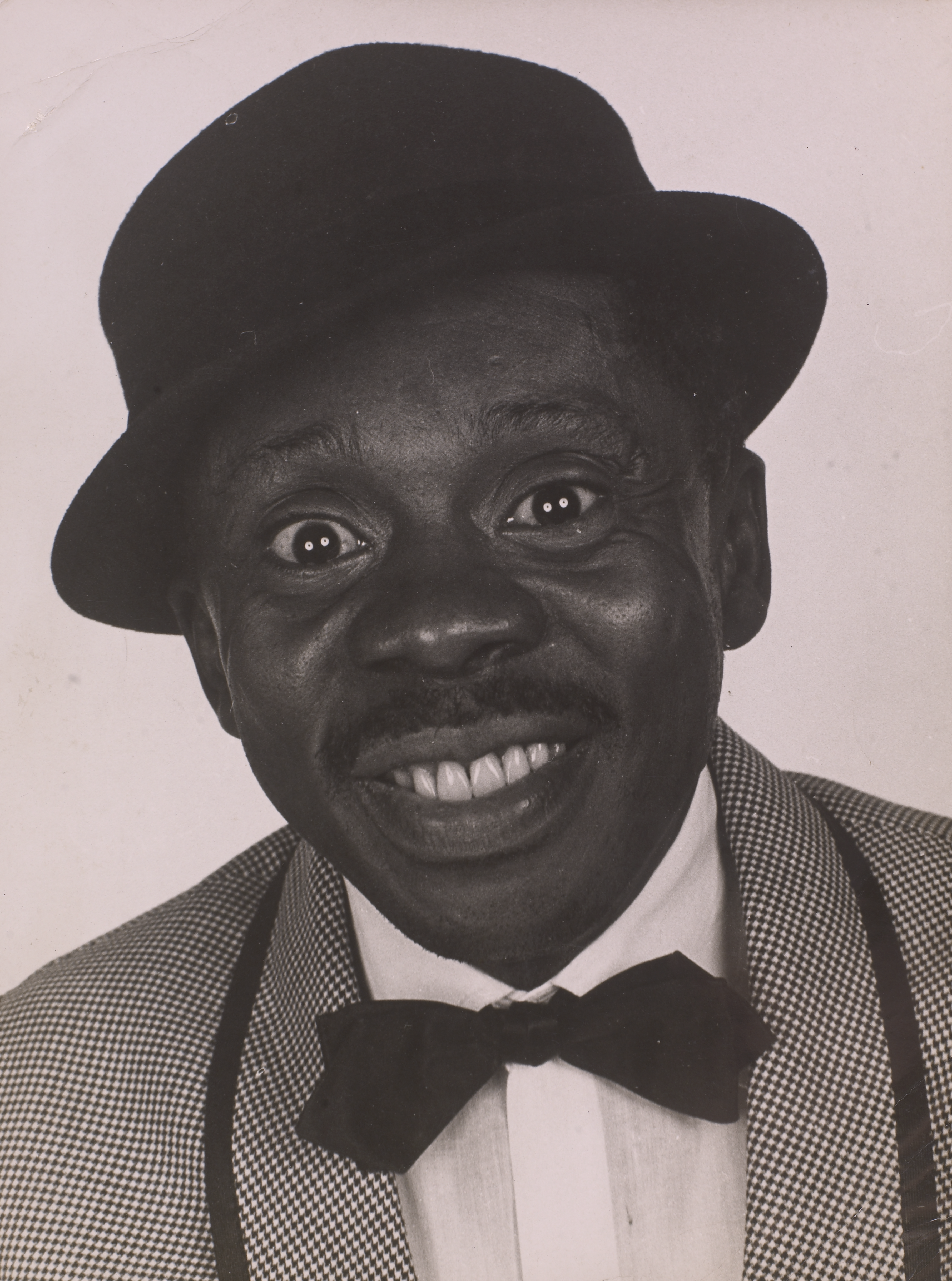
Grande Otelo

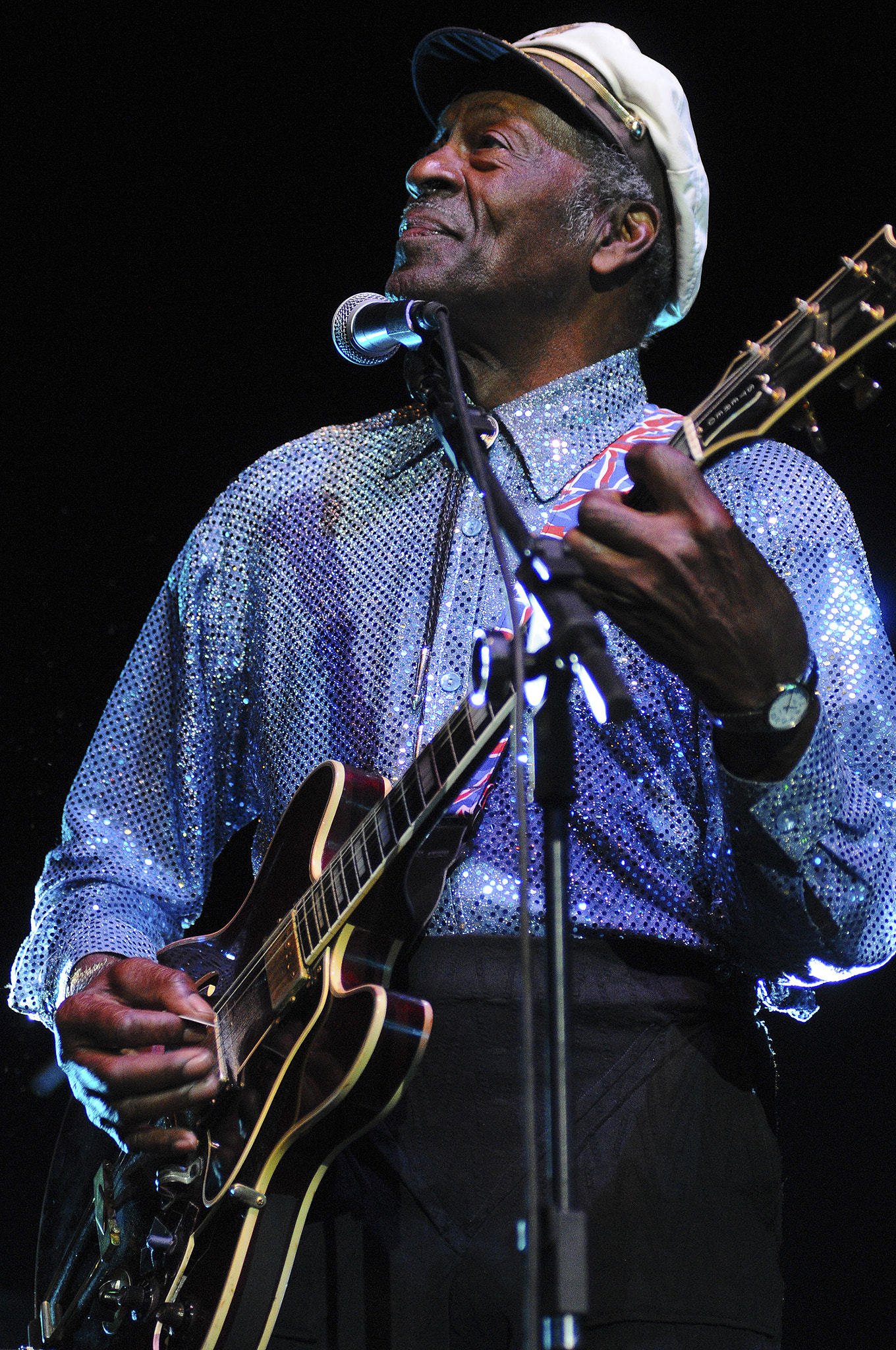
Chuck Berry

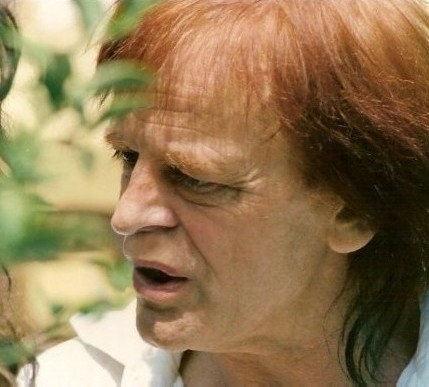
Klaus Kinski

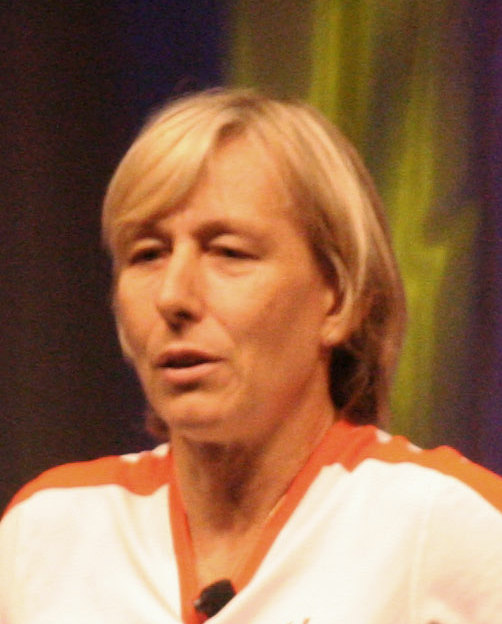
Martina Navrátilová

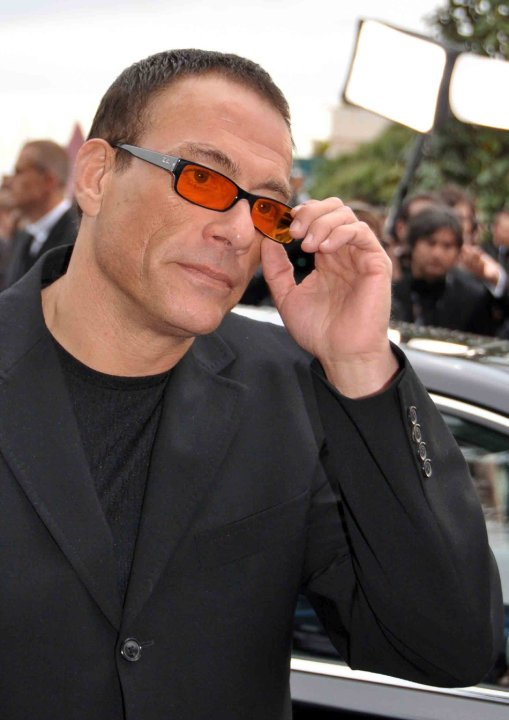
Jean-Claude Van Damme

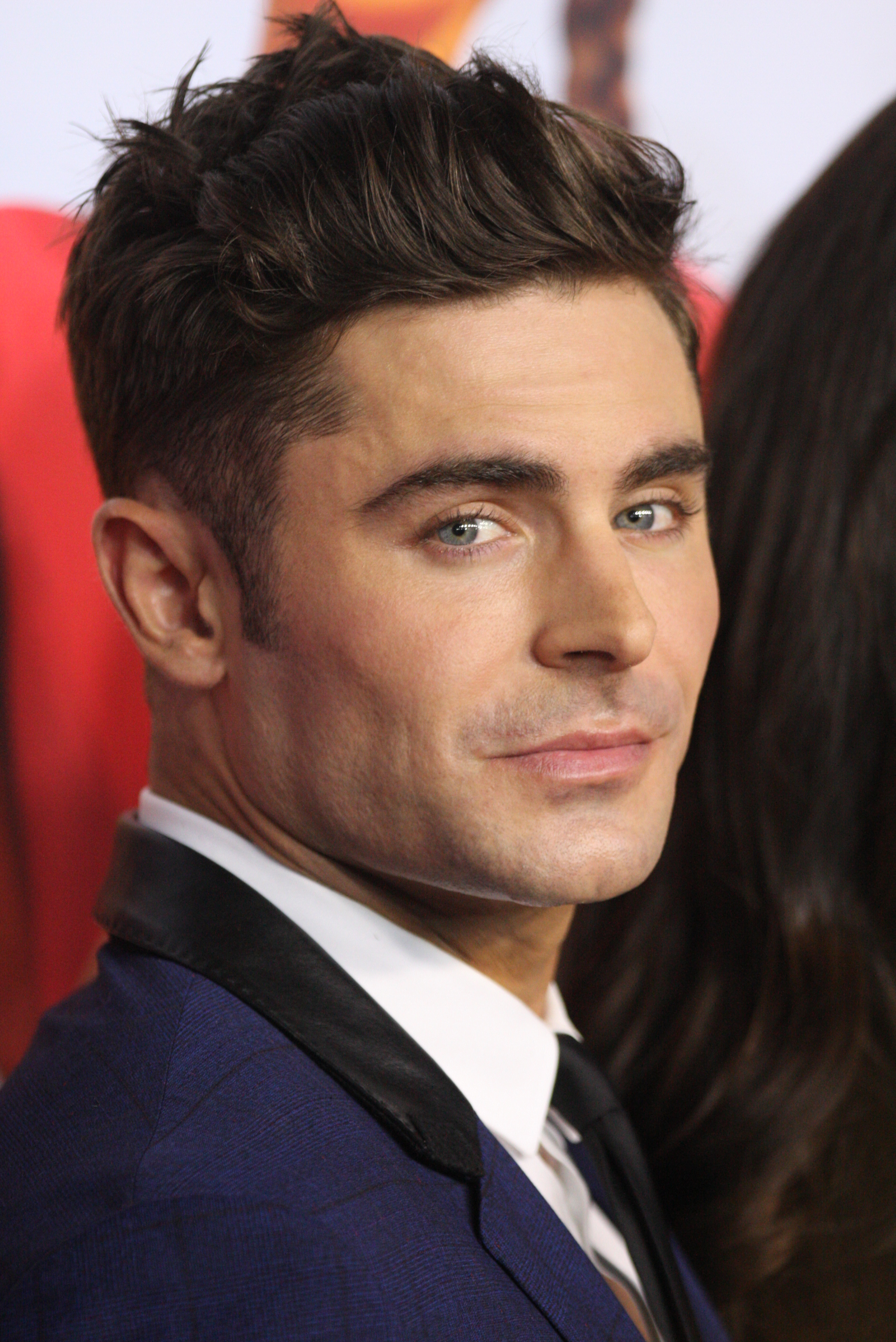
Zac Efron

### Anterior ao século XIX
- 1127 — Go-Shirakawa, imperador do Japão (m. 1192).
- 1239 — Estêvão V da Hungria (m. 1272).
- 1405 — Papa Pio II (m. 1464).
- 1508 — Lucas Lossius, hinógrafo, editor musical e humanista alemão (m. 1582).
- 1517 — Manuel da Nóbrega, jesuíta português (m. 1570).
- 1518 — Nicolas de Pellevé, cardeal francês (m. 1594).
- 1522 — Michael Beuther, jurista, historiador, humanista e reformador alemão (m. 1587).
- 1527 — Luca Cambiaso, pintor italiano (m. 1585).
- 1530 — Lucas Bacmeister, o Velho, teólogo alemão (m. 1608).
- 1547 — Justus Lipsius, filólogo, historiador e humanista flamengo (m. 1606).
- 1552 — Isabel da Saxônia, condessa do Palatinado-Simmern (m. 1590).
- 1553 — Luca Marenzio, compositor italiano (m. 1599).
- 1579 — Benedetto Fioretti, teólogo, poeta e educador italiano (m. 1642).
- 1585 — Heinrich Schütz, músico alemão (m. 1672).
- 1595 — Lucas van Uden, pintor belga (m. 1673).
- 1616 — Nicholas Culpeper, médico e botânico inglês (m. 1654).
- 1619 — Jean Armand de Maillé-Brézé (m. 1646).
- 1633 — Gabriel Clauder, médico alemão (m. 1691).
- 1654 — João Frederico de Brandemburgo-Ansbach, nobre alemão (m. 1686).
- 1662 — Matthew Henry, teólogo e comentarista bíblico inglês (m. 1714).
- 1663 — Eugênio de Savoia, marechal de campo e chefe de estado austríaco (m. 1736).
- 1668
  - João Jorge IV, Eleitor da Saxónia (m. 1694).
  - Luís III de Bourbon-Condé, nobre francês (m. 1710).
- 1694 — René Louis de Voyer de Paulmy, marquês d'Argenson, filósofo e chefe de estado francês (m. 1757).
- 1706 — Baldassare Galuppi, compositor italiano (m. 1785).
- 1731 — John Dunning, 1.º Barão Ashburton, político e advogado britânico (m. 1783).
- 1735 — Antonio Maria Lorgna, matemático e engenheiro italiano (m. 1796).
- 1741 — Pierre Choderlos de Laclos, general e escritor francês (m. 1803).
- 1762 — Manuel da Costa Ataíde, pintor barroco brasileiro (m. 1830).
- 1770 — Thomas Phillips, pintor britânico (m. 1845).
- 1777 — Heinrich von Kleist, escritor alemão (m. 1811).
- 1792 — Lucas Alamán, político e historiador mexicano (m. 1853).
- 1796 — Hosea Ballou II, acadêmico americano (m. 1861).

### Século XIX
- 1827 — Joaquim da Cunha Freire, político brasileiro. (m. 1907)
- 1831 — Frederico III da Alemanha (m. 1888).
- 1836 — Benjamin Constant, educador e militar brasileiro (m. 1891).
- 1854 — Karl Kautsky, filósofo tcheco-austríaco (m. 1938).
- 1859 — Henri Bergson, filósofo francês (m. 1941).
- 1863 — Marcia Pelham, Condessa de Yarborough (m. 1926).
- 1872 — Josefina da Bélgica, princesa de Hohenzollern (m. 1958).
- 1875 — Frederico Benício de Sousa Costa, bispo brasileiro (m. 1948).
- 1894 — Tibor Déry, escritor húngaro (m. 1977).
- 1897 — Isabel Briggs Myers, escritora e psicóloga estadunidense (m. 1980).
- 1898 — Leopoldo de Almeida, escultor português (m. 1975).

### Século XX

#### 1901–1950
- 1909 — Norberto Bobbio, político e jurista italiano (m. 2004).
- 1915 — Grande Otelo, ator e compositor brasileiro (m. 1993).
- 1918 — Bobby Troup, músico norte-americano (m. 1999).
- 1919
  - Orlando Drummond, ator brasileiro (m. 2021).
  - Pierre Elliott Trudeau, político canadense (m. 2000).
- 1923 — Paulo Amaral, técnico de futebol e preparador físico brasileiro (m. 2008).
- 1924 — Vladimir Govorov, General do Exército soviético (m. 2006)
- 1925 — Melina Mercouri, atriz e cantora grega (m. 1994).
- 1926
  - Chuck Berry, músico norte-americano (m. 2017).
  - Klaus Kinski, ator alemão (m. 1991).
- 1927 — George C. Scott, ator norte-americano (m. 1999).
- 1929 — Violeta Chamorro, política nicaraguense.
- 1932 — Vytautas Landsbergis, político lituano.
- 1933 —  Ludovico Scarfiotti, automobilista italiano (m. 1968).
- 1936 — Franz Ningel, patinador artístico alemão.
- 1939 — Ted Boy Marino, ator e lutador de luta-livre profissional ítalo-brasileiro (m. 2012).
- 1944 — Nelson Freire, pianista brasileiro (m. 2021).
- 1946 — Howard Shore, compositor canadense.

#### 1951–2000
- 1952 — Chuck Lorre, escritor e músico norte-americano.
- 1955 — Jean-Marc Savelli, pianista francês.
- 1956
  - Martina Navratilova, ex-tenista tcheca.
  - Craig Bartlett, animador norte-americano.
- 1958 — Julio Olarticoechea, ex-futebolista argentino.
- 1959
  - Mauricio Funes, político e jornalista salvadorenho.
  - José Wallenstein, ator e encenador português.
- 1960 — Jean-Claude Van Damme, ator belga.
- 1961 — Wynton Marsalis, trompetista e compositor norte-americano.
- 1965 — Maria Ceiça, atriz brasileira.
- 1968 — Michael Stich, ex-tenista alemão.
- 1969
  - Olegário Benquerença, árbitro de futebol português.
  - Nelson Vivas, ex-futebolista argentino.
- 1970 — Alex Barros, ex-motociclista brasileiro.
- 1972 — Alex Tagliani, automobilista canadense.
- 1975
  - Alex Cora, jogador de beisebol porto-riquenho.
  - Baby Bash, rapper americano.
- 1978 — Raniery Paulino, político brasileiro.
- 1979
  - Luciano Ratinho, futebolista brasileiro.
  - Ne-Yo, cantor, compositor, produtor, dançarino e ator norte-americano.
- 1981 — Arjun Mathur, ator indiano.
- 1982 — Svetlana Loboda, atriz, cantora e modelo ucraniana.
- 1983 — Tatyane Goulart, atriz brasileira.
- 1984
  - Jennifer Ulrich, atriz alemã.
  - Lindsey Vonn, esquiadora norte-americana.
  - Esperanza Spalding, contrabaixista e cantora estadunidense.
- 1987 — Zac Efron, ator e cantor norte-americano.
- 1988 — Aušrinė Trebaitė, desportista lituana.
- 1989 — Fernando Tobio, futebolista argentino.
- 1990
  - Carly Schroeder, atriz norte-americana.
  - Gabriel Diniz, cantor e compositor brasileiro (m. 2019).
- 1991 — Tyler Posey, ator e músico americano.
- 1992 — Barry Keoghan, ator irlandês.
- 1993 — Zarina Diyas, tenista cazaque.
- 1994 — John McGinn, futebolista escocês.
- 1996 — Nadji Jeter, ator e músico americano.
- 2000 — Sophie Thatcher, atriz e musicista norte-americana.

### Século XXI
- 2003 — Alejandro Balde, futebolista espanhol.
- 2004 — Nattawat Jirochtikul, ator tailandês.

## Mortes

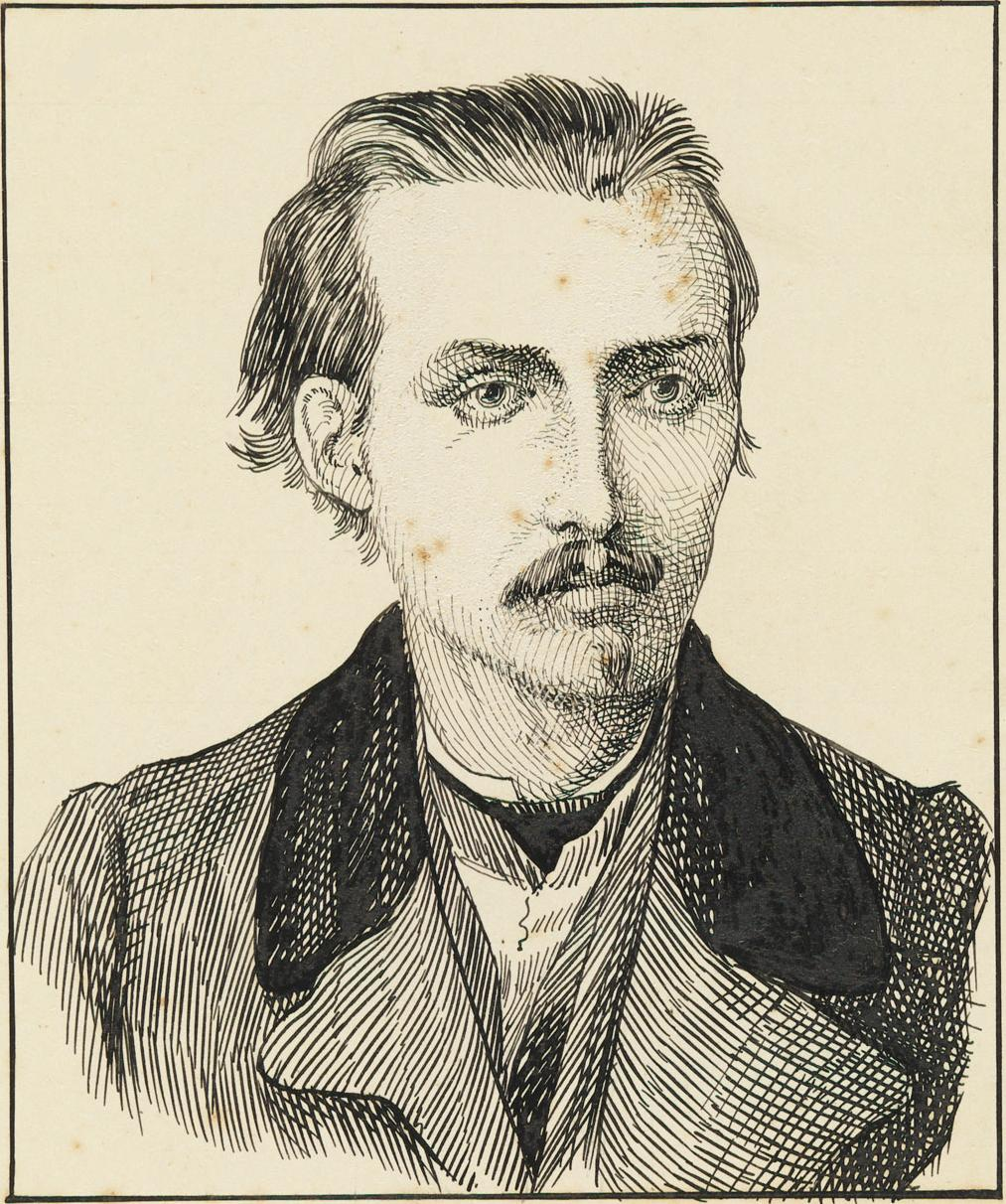
Casimiro de Abreu

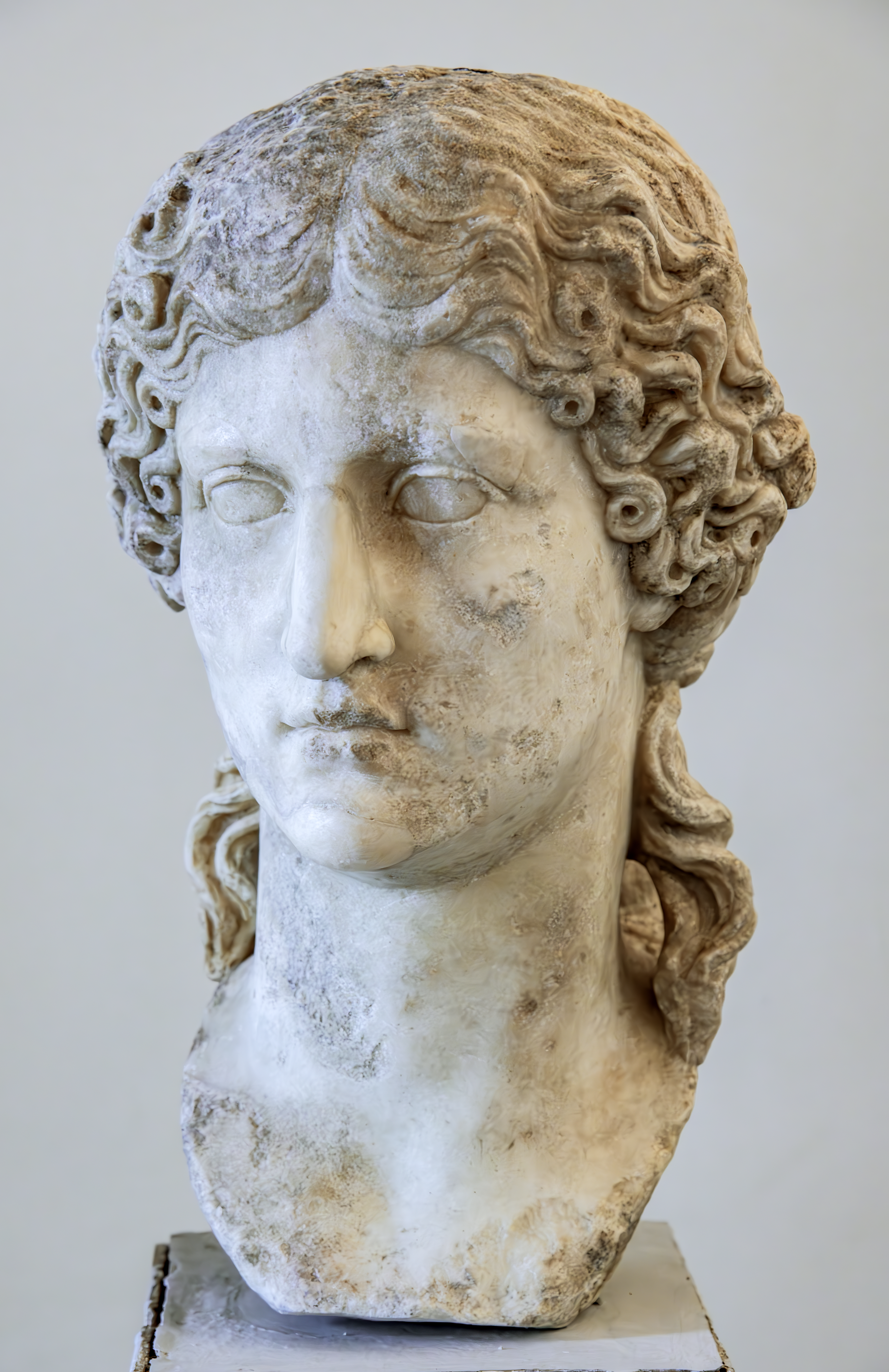
Agripina

### Anterior ao século XIX
- 0031 — Lúcio Élio Sejano, prefeito do pretório do império romano (n. 20 a.C.).
- 0033 — Agripina, mãe de Calígula (n. 14 a.C.).
- 0217 — Asclepíades de Antioquia (n. ?).
- 0325 — Ming de Jin, imperador chinês (n. 299).
- 0629 — Clotário II, rei dos francos (n. 584).
- 0707 — Papa João VII (n. 655).
- 1035 — Sancho Garcês III de Pamplona (n. 991).
- 1059 — Burcardo I de Halberstadt, político e clérigo alemão (n. 1005).
- 1081 — Nicéforo Paleólogo, general bizantino (n. ?).
- 1101 — Hugo I de Vermandois (n. 1057).
- 1141 — Leopoldo I da Baviera (IV da Áustria) (n. 1108).
- 1335 — Isabel Riquilda da Polónia (n. 1286).
- 1417 — Papa Gregório XII (n. 1326).
- 1442 — João, Condestável de Portugal (n. 1400).
- 1480 — Eowudong, dançarina e poetisa coreana (n. 1440).
- 1503 — Papa Pio III (n. 1439).
- 1526 — Lucas Vásquez de Ayllón, explorador espanhol (n. 1475).
- 1541 — Margarida Tudor, rainha consorte da Escócia (n. 1489).
- 1545 — John Taverner, organista e compositor inglês (n. 1490).
- 1558 — Maria da Hungria (n. 1505)]]
- 1562 — Pedro de Alcântara, frade e místico espanhol (n. 1499).
- 1564 — Johannes Acronius Frisius, médico e matemático neerlandês (n. 1520).
- 1570 — Manuel da Nóbrega, sacerdote e missionário português (n. 1517).
- 1595 — Álvaro de Mendaña de Neira, explorador e navegador espanhol (n. 1542).
- 1667 — Fasíladas, imperador etíope (n. 1603).
- 1678 — Jacob Jordaens, pintor flamengo (n. 1593).
- 1739 — António José da Silva, dramaturgo luso-brasileiro (n. 1705).
- 1744 — Sarah Churchill, Duquesa de Marlborough (n. 1660).
- 1775 — Paulo da Cruz, santo católico italiano (n. 1694).

### Século XIX
- 1817
  - Gomes Freire de Andrade, militar português (n. 1757).
  - Étienne Méhul, pianista e compositor francês (n. 1763).
- 1860 — Casimiro de Abreu, poeta brasileiro (n. 1837).
- 1865 — Henry Temple, 3.º Visconde Palmerston, nobre e político britânico (n. 1784).
- 1866 — Philipp Franz von Siebold, médico e naturalista alemão (n. 1796).
- 1871 — Charles Babbage, matemático britânico (n. 1791).
- 1876 — Francis Preston Blair, jornalista e político americano (n. 1791).
- 1889 — Antonio Meucci, inventor italiano (n. 1808).
- 1893 — Charles Gounod, compositor francês (n. 1818).

### Século XX
- 1905 — Jessie Boucherett, ativista britânica (n. 1825).
- 1919 — William Waldorf Astor, 1.º Visconde Astor (n. 1848).
- 1931 — Thomas Edison, inventor norte-americano (n. 1847).
- 1941 — Manuel Teixeira Gomes, político, diplomata e escritor português (n. 1862).
- 1955 — José Ortega y Gasset, filósofo espanhol (n. 1883).
- 1954 — Roquette-Pinto, médico, antropólogo e ensaísta brasileiro (n. 1884).
- 1959 — Boughera El Ouafi, atleta argelino (n. 1898).
- 1978
  - Ramón Mercader, espião espanhol (n. 1914).
  - Ziembinski, ator e diretor de teatro, cinema e televisão (n. 1908).
- 1994 — Timothy Conigrave, ator, ativista e escritor australiano (n. 1959).
- 2000 — Sidney Salkow, cineasta norte-americano (n. 1909).

### Século XXI
- 2005 — Johnny Haynes, futebolista britânico (n. 1934).
- 2007 — Lucky Dube, cantor sul-africano (n. 1964).
- 2008
  - Dave McKenna, pianista estadunidense (n. 1930).
  - Dee Dee Warwick, cantora norte-americana (n. 1930).
  - Nildon Carlos Braga Veloso, futebolista brasileiro (n. 1943).
- 2017 — Brent Briscoe, ator e roteirista norte-americano (n. 1961).
- 2021 — Miguel Palmer, ator mexicano (n. 1942).
- 2023 — Dwight Twilley, cantor, compositor e guitarrista norte-americano (n. 1951).

## Feriados e eventos cíclicos

### Brasil
- Dia do Pintor
- Dia do Médico
- Dia do Estivador
- Dia das Comunicações e Eletrônica da Marinha

### Cristianismo
- Asclepíades de Antioquia
- Lucas, o Evangelista
- Nossa Senhora de Schoenstatt

## Outros calendários
- No calendário romano era o 15.º dia (XV) antes das calendas de novembro.
- No calendário litúrgico tem a letra dominical D para o dia da semana.
- No calendário gregoriano a epacta do dia é v.